# Бійохінол
Бійохіно́л (лат. Biiochinolum) — комбінований лікувальний препарат (сполука йодгідрату хініну з йодистим вісмутом), що застосовується для лікування сифілісу та червоного вовчака; вводиться тільки глибоко у м'язи.
Є суспензією цегельно-червоного кольору, складовими якої є 8 % йод-вісмут-хініну у нейтральній персиковій олії. Містить 25 % вісмуту, 56 % йоду і 19 % хініну. Перед застосуванням препарат підігрівають на водяній бані до 400С, а також ретельно збовтують до рівномірної суспензії.
Станом на 2022 рік, майже не використовується, із за небезпеки тромбування судин при введенні.